# Waldberg (Luksemburg)
Waldberg (lb. Waldbierg) – mała miejscowość (lieu-dit) w północnym Luksemburgu, w kantonie Clervaux, w gminie Parc Hosingen. Do 3 października 2015 miejscowość leżała w dystrykcie Diekirch, a do 31 grudnia 2011 należała do gminy Hosingen.